# Пикова дама (приповетка)
„Пикова дама“ (рус. «Пиковая дама») је кратка приповетка са натприродним елементима Александра Пушкина о људском среброљубљу или похлепи. Пушкин је написао причу у јесен 1833. у Болдину. 

## Сиже
Херман, етнички Немац, официр је инжињерије у царској руској војсци. Стално гледа како се други официри коцкају, али никада не игра себе. Једне ноћи Томски прича причу о својој баки, старијој грофици. Пре много година, у Француској, изгубила је богатство на фару, а затим га вратила тајном три добитне карте, коју је сазнала од озлоглашеног грофа Сен Жермена. Херман постаје опседнут сазнавањем тајне.
Грофица (која сада има 87 година) има младу штићеницу Лизавету Ивановну. Херман шаље љубавна писма Лизавети и наговара је да га пусти у кућу. Ту Херман прилази грофици, тражећи тајну. Она му прво каже да је прича била шала, али Херман одбија да јој верује. Он понавља своје захтеве, али она не говори. Он извуче пиштољ и прети јој, а старица умире од страха. Херман затим бежи у стан Лизавете у истој згради. Тамо признаје да је својим пиштољем насмрт уплашио грофицу. Он се брани да пиштољ није био напуњен. Он бежи из куће уз помоћ Лизавете, која је згрожена сазнањем да су његова љубавна удварања била маска за његову похлепу.
Херман присуствује сахрани грофице, и престрављен је када види како грофица отвара очи у ковчегу и гледа у њега. Касније те ноћи појављује се дух грофице. Дух именује тајне три карте (три, седам, ас), каже му да мора да игра само једном сваке ноћи, а затим му наређује да се ожени са Лизаветом. Херман сву своју уштеђевину носи у салон Чекалинског, где се богати људи коцкају на фару за високе улоге. Прве вечери се клади све на три и побеђује. Друге вечери побеђује на седам. Треће вечери се клади на аса—али када му се покажу карте, открива да се кладио на пикову даму, а не на аса, и губи све. Када му се учини да му краљица намигне, он је запањен њеном невероватном сличношћу са старом грофицом и бежи у страху. У кратком закључку, Пушкин пише да се Лизавета удаје за сина грофициног бившег управника, државног службеника који добро зарађује. С друге стране, Херман је полудео и одлази у болницу. Смештен је у соби 17 у болници Обухов; не одговара на питања, већ само промрмља необичном брзином: „Три, седам, кец! Три, седам, краљица!"

## Инспирација
Лик старе грофице инспирисан је принцезом Наталијом Петровном Голицином, која је служила као дама у чекању пет руских царева и имала је 92 године у време када је Пушкин написао „Пикову даму“.  Према легенди, Голицина је била успешан коцкар. Када је њен унук изгубио приличну количину новца играјући карте и дошао код ње да је моли за новац, Голицина му је уместо тога открила тајне три карте које јој је гроф Сен Жермен показао у Паризу.  Међутим, док је грофица умрла у причи, Голицина је надживела Пушкина и достигла 97 година 
Критичари су тврдили да гроф Сен Жермен има историјску важност у причи. Сен Жермен служи као имењак за протагонисте приче, Хермана. Осим тога, историјски Сен Жермен може представљати очеву фигуру за Хермана, антитезу Хермановом лику, или бившу љубавну заинтересованост грофице која тражи да се освети за њену смрт наводећи Хермана да изабере погрешне карте. 
У Пушкиновој причи важну улогу игра и карташка игра фаро. 

## Теме

### Стварност против натприродног
Према Фјодору Достојевском, Пушкинова приповетка представља „врхунац уметности фантастичног”.  Док читаоци могу помислити да је визија грофице која се појављује Херману била само привиђење, на крају приче Пушкин још увек није дао коначан одговор. Читаоци морају да одлуче да ли се грофица појавила само Херману у његовом уму, реално решење, или је Херман ушао у свет натприродног. Критичари су покушали да одговоре на ово питање користећи различите криптографске назнаке у тексту. Ови критичари се фокусирају на три елемента: порекло тројке, седмице и аса; да ли је Херман могао да идентификује карте без интервенције духа и могућа објашњења за Херманову грешку са последњом картицом. 
Различити критичари изнели су противречне натприродне или рационалне погледе на Херманову последњу грешку. Критичар Гери Розеншилд тврди да је, погрешним одабиром карата, Херман урадио праву ствар: као човек опседнут коцкањем, добитак новца би значио да више никада не би могао да се коцка, па стога никада више не би живео. 
Други критичари са рационалним објашњењима, као што су Нејтан Розен и Виктор Воноградов, тврде да је Херман можда једноставно видео сличност између грофице која му је дала тајну и краљице карте, што га је довело до грешке.   Ово објашњење се фокусира на Пушкинов цитат у причи да „Две фиксне идеје не могу више постојати заједно у моралном свету него што два тела могу да заузму једно те исто место у физичком свету. Овде Херман не може да одвоји стварне карте од грофице која му их открива, наводећи га да случајно одабере даму уместо аса.
За разлику од ових рационалних објашњења, други критичари тврде да је Херман ушао у свет натприродног и да се карта заправо променила након што ју је Херман изабрао. Ова објашњења тврде да је грофица тражила освету Херману за њену смрт. Критичар Сергеј Давидов тврди да, пошто је грофица сумњала да ће се Херман заиста оженити Лизавјетом – уступак који је направио да би стекао тајну – њен дух је изазвао магичну трансформацију карата која је довела до Хермановог пада. 

### Похлепа
Читање Пикове даме сматра да прича открива руски стереотип о Немцу, хладној и прорачунатој особи која је склона гомилању богатства. 
Розеншилд описује Пушкинову пикову даму као „вечну причу о коцкању и среброљубљу“.  У причи, Херман постаје опседнут коцкањем, чак и пре него што му грофица ода своју тајну за карте. Према критичару Нејтану Розену, Херманова фатална грешка на крају приче представља чин самокажњавања: Херман кажњава себе због среброљубља своје покварене душе.  Осим ове похлепе у облику његове опсесије коцкањем, Херманово среброљубље се манифестује у његовим односима са Лизаветом и грофицом. Од тренутка када је први пут угледа на њу, Херман манипулише Лизаветом и њеном невиношћу да би добио приступ грофици и коцкарским тајнама које она чува; међутим, Херманова „поквареност постаје у потпуности манифестована у врхунској сцени спаваће собе“ када он уђе у грофицу собу и проузрокује њену смрт. 

## Стил
Пушкин користи метапоетичке моменте у целој причи да доведе у питање поузданост приповедача и да разазна жанр дела. Ови метапоетички моменти се односе на причу која се интерно бави причама. Један од најјаснијих примера овога дешава се после Хермановог сусрета са грофициним сабласним ликом. Након њеног одласка, Херман одмах записује своју визију, бележи је на папиру и исписује малу причу у оквиру веће приче Пикова дама.  Други пример је када Томски и његова бака говоре о традиционалним линијама заплета у руском роману, чије постојање његова бака пориче. 

## Адаптације
Једна од најзначајнијих адаптација Пикове даме био је филм у продукцији Анатола де Грунвалда завршен 1949. године. Овај филм је препознат по својој верности оригиналној причи са неколико разлика као што је приказ позадинске приче о томе како је грофица стекла тајну три победничке карте.  Овај филм је режирао Торолд Дикинсон. Добио је широко признање критике и био је номинован за награду БАФТА за најбољи британски филм.
Пушкинова прича је више пута адаптирана:
- Немачка оперета Франца фон Супеа из 1864. године
- Опера из 1890. руског композитора Петра Иљича Чајковског
- Руски неми кратки филм из 1910. редитеља Петра Чардинина
- Руски неми филм из 1916. редитеља Јакова Протазанова
- Немачки неми филм из 1927
- Британски филм Пикова дама из 1949. у продукцији Анатола де Грунвалда
- Совјетски филм из 1960. у режији Романа Тихомирова
- Совјетски филм Игора Маслењикова из 1982. године